# Kattegat (traghetto)
Il Kattegat è un traghetto appartenente alla compagnia di navigazione danese DFDS.

## Servizio
Varato 6 ottobre 1995 nel cantiere navale Ørskovs Christensens Staalskibsværft A/S di Frederikshavn con il nome di Mette Mols e consegnato il 19 aprile successivo alla Mols-Linien A/S, prende servizio il 1º maggio nei collegamenti tra Sjallands Odde e Ebeltoft in sostituzione del vecchio Maren Mols.

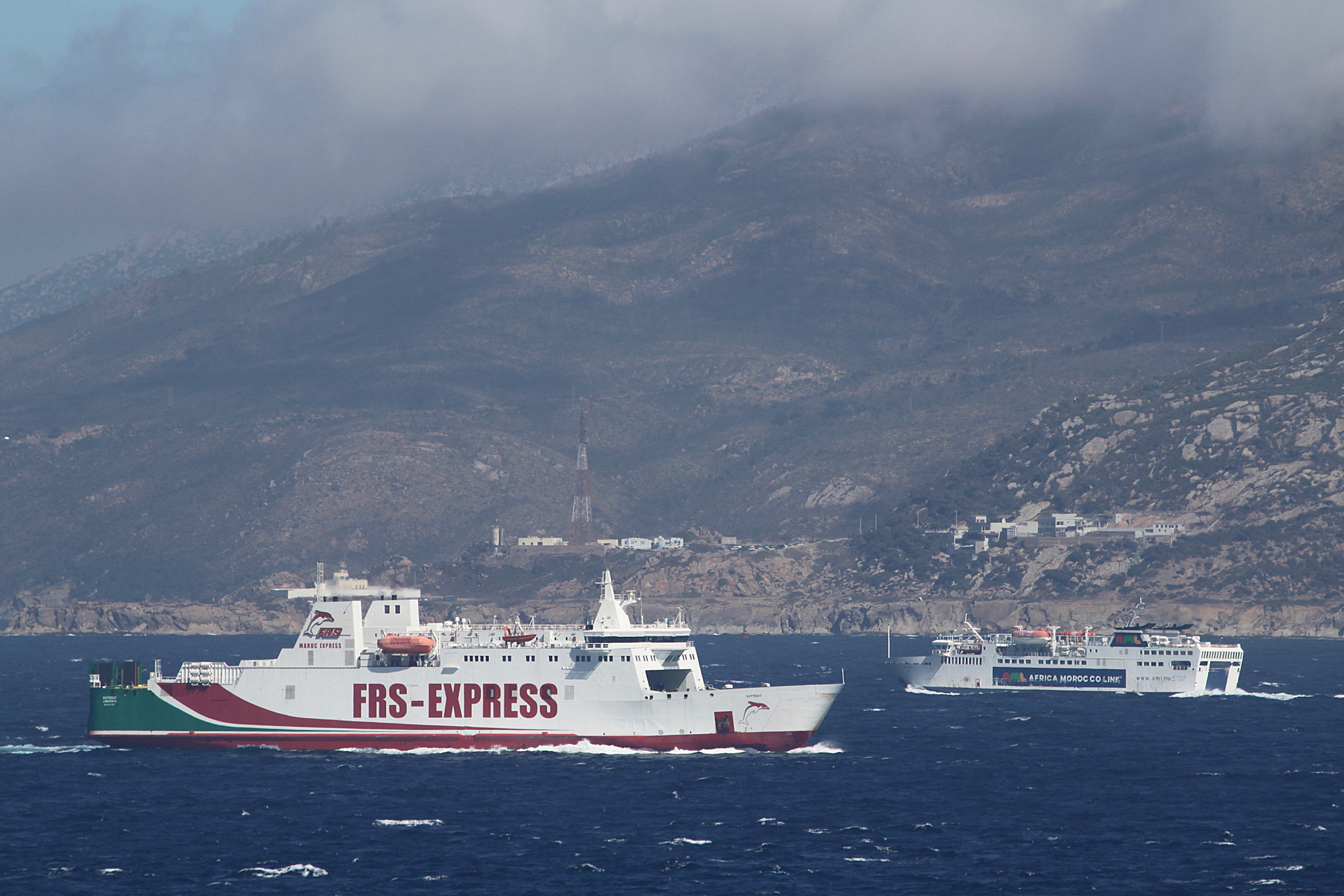
Il Kattegat in navigazione nello stretto di Gibilterra nel 2017.

Il 30 dicembre 1999 termina il servizio sulla Sjallands Odde-Ebeltoft ed il 3 gennaio 2000 viene trasferito nei collegamenti tra Aarhus e Kalundborg, in coppia con il gemello Mette Mols.
Il 22 febbraio del 2000 entra in collisione con la Volgo-Balt 209 nei pressi di Sletterhage, senza riportare gravi danni.
Il 5 luglio 2011 ne viene annunciata la cessione alla FRS Iberia, con consegna prevista a settembre.
Il 15 settembre termina il servizio per Mols-Linien ed il giorno successivo viene consegnato al nuovo armatore, dal quale viene ribattezzato Kattegat.
Tuttavia, il 20 settembre torna in servizio nei collegamenti tra Aarhus e Kalundborg, fino all'11 ottobre 2013.
Trasferito nello stretto di Gibilterra, il 25 marzo 2014 prende servizio nei collegamenti Algeciras e Tangeri Med, dove opera tutt'oggi, in coppia con il gemello Tanger Express.

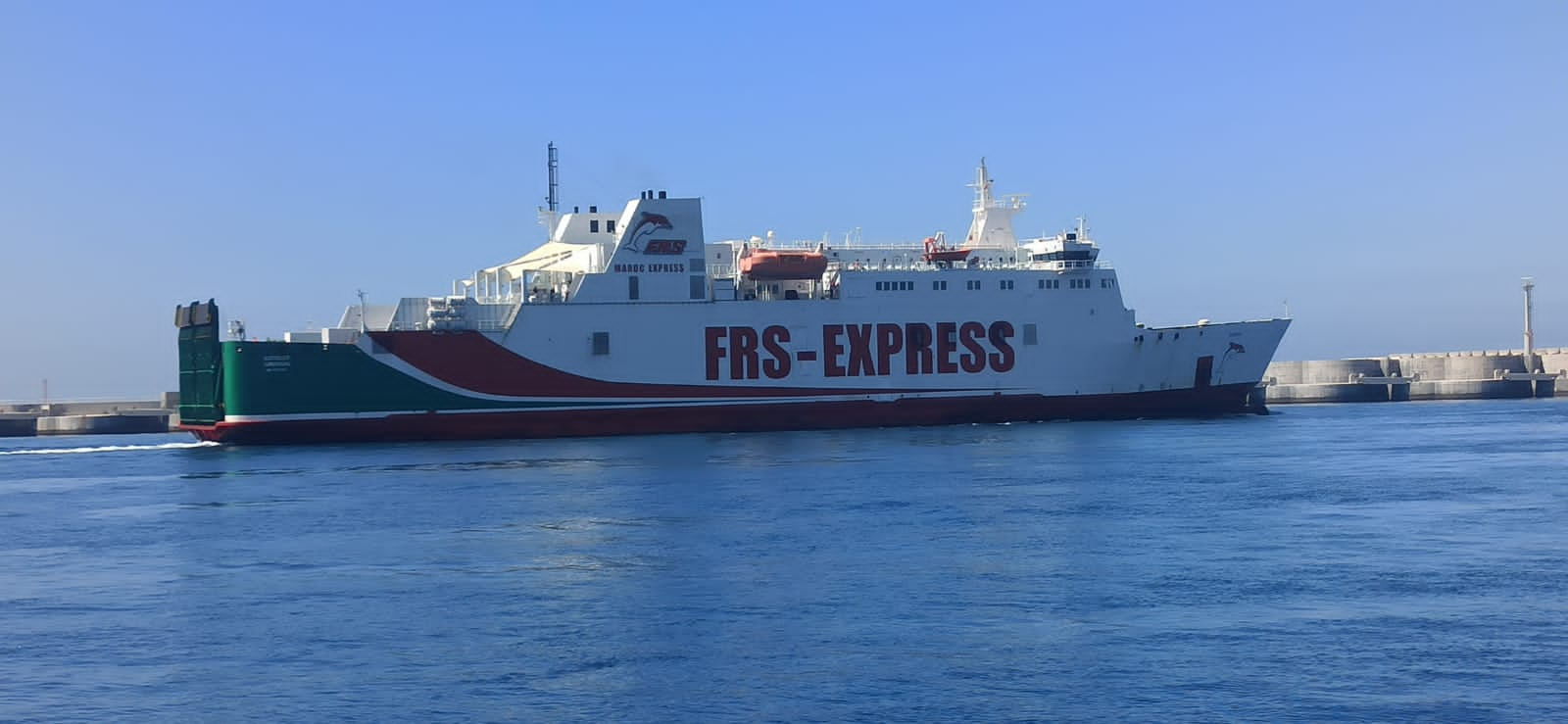
Il Kattegat in arrivo a Tangeri Med nel 2023.

Nel 2024, con l'acquisizione della FRS Iberia da parte del gruppo DFDS, passa sotto le insegne di quest'ultimo, continuando tuttavia ad operare sulla stessa rotta.

## Navi gemelle
- Tanger Express